# Bulgaria en los Juegos Paralímpicos de Turín 2006
Bulgaria estuvo representada en los Juegos Paralímpicos de Turín 2006 por tres deportistas, dos hombres y una mujer. El equipo paralímpico búlgaro no obtuvo ninguna medalla en estos Juegos.